# Donji Skugrić (Republika Serbska)
Donji Skugrić (cyr. Доњи Скугрић) – wieś w Bośni i Hercegowinie, w Republice Serbskiej, w gminie Modriča. W 2013 roku liczyła 910 mieszkańców.